# Jalapyphantes
Jalapyphantes är ett släkte av spindlar. Jalapyphantes ingår i familjen täckvävarspindlar.
Kladogram enligt Catalogue of Life:
| Jalapyphantes | \| \| Jalapyphantes cuernavaca \| \| \| \| \| \| Jalapyphantes minoratus \| \| \| \| \| \| Jalapyphantes obscurus \| \| \| \| \| \| Jalapyphantes puebla \| \| \| \| |
|               | \| \| Jalapyphantes cuernavaca \| \| \| \| \| \| Jalapyphantes minoratus \| \| \| \| \| \| Jalapyphantes obscurus \| \| \| \| \| \| Jalapyphantes puebla \| \| \| \| |
|               | Jalapyphantes cuernavaca |
|               | |
|               | Jalapyphantes minoratus |
|               | |
|               | Jalapyphantes obscurus |
|               | |
|               | Jalapyphantes puebla |
|               | |